# Yann Aurel Bisseck
Yann Aurel Ludger Bisseck (Colonia, 29 de noviembre de 2000) es un futbolista germano-camerunés que juega de defensa en el Inter de Milán de la Serie A.

## Trayectoria

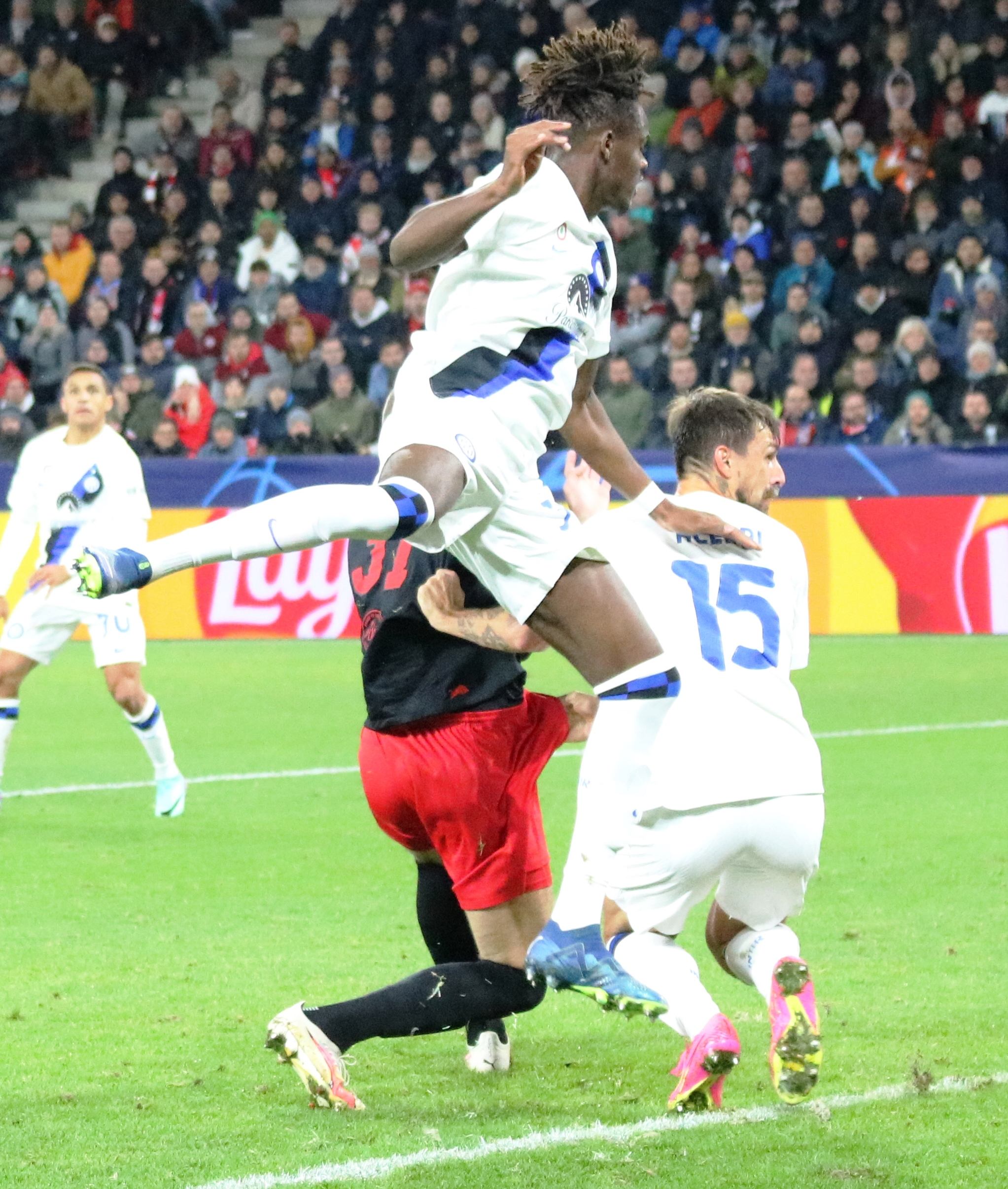
Yang Aurel Bissek durante un partido de la Champions en 2023.

Hizo su debut con el F. C. Colonia contra el Hertha Berlín el 26 de noviembre de 2017 a la edad de 16 años, lo que lo convierte en el jugador más joven en la historia del Colonia y el jugador alemán más joven en aparecer en la Bundesliga. Su aparición también lo convirtió en el segundo jugador más joven en la historia de la liga, solo detrás de Nuri Şahin.
El 17 de enero de 2019 fue cedido al Holstein Kiel hasta el final de la temporada 2019-20. Después de regresar brevemente a su club de origen en el verano de 2020, el club anunció que se uniría al Vitória de Guimarães en un contrato de préstamo de dos años. Sin embargo, el acuerdo de préstamo terminó después de un año y fue enviado al Aarhus GF en un nuevo préstamo de un año. El 27 de octubre de 2021 el Aarhus GF confirmó que el club había activado su opción de compra y firmó un contrato permanente hasta junio de 2026, que según el club entró en vigor de inmediato a partir del 27 de octubre de 2021.

## Selección nacional
Nacido en Alemania, es de ascendencia camerunesa. Fue internacional en categorías inferiores por Alemania y el 23 de marzo de 2025 debutó con la selección absoluta en el partido de vuelta de los cuartos de final de la Liga de Naciones de la UEFA 2024-25 ante Italia que finalizó en empate a tres.

## Estadísticas

### Clubes
Actualizado al último partido disputado el 31 de mayo de 2025.
| Club                            | Div.          | Temporada     | Liga  | Liga  | Copas nacionales | Copas nacionales | Copas internacionales | Copas internacionales | Total | Total |
| Club                            | Div.          | Temporada     | Part. | Goles | Part.            | Goles            | Part.                 | Goles                 | Part. | Goles |
| ------------------------------- | ------------- | ------------- | ----- | ----- | ---------------- | ---------------- | --------------------- | --------------------- | ----- | ----- |
| F. C. Colonia · Alemania        | 1.ª           | 2017-18       | 3     | 0     | 0                | 0                | 0                     | 0                     | 3     | 0     |
| F. C. Colonia · Alemania        | Total club    | Total club    | 3     | 0     | 0                | 0                | 0                     | 0                     | 3     | 0     |
| F. C. Colonia II · Alemania     | 4.ª           | 2017-18       | 1     | 0     | ―                | ―                | ―                     | ―                     | 1     | 0     |
| F. C. Colonia II · Alemania     | 4.ª           | 2018-19       | 14    | 2     | ―                | ―                | ―                     | ―                     | 14    | 2     |
| F. C. Colonia II · Alemania     | Total club    | Total club    | 15    | 2     | 0                | 0                | 0                     | 0                     | 15    | 2     |
| Holstein Kiel · Alemania        | 2.ª           | 2018-19       | 3     | 0     | 0                | 0                | ―                     | ―                     | 3     | 0     |
| Holstein Kiel · Alemania        | Total club    | Total club    | 3     | 0     | 0                | 0                | 0                     | 0                     | 3     | 0     |
| Holstein Kiel II · Alemania     | 4.ª           | 2018-19       | 4     | 0     | ―                | ―                | ―                     | ―                     | 4     | 0     |
| Holstein Kiel II · Alemania     | 4.ª           | 2019-20       | 1     | 0     | ―                | ―                | ―                     | ―                     | 1     | 0     |
| Holstein Kiel II · Alemania     | Total club    | Total club    | 5     | 0     | 0                | 0                | 0                     | 0                     | 5     | 0     |
| Roda JC Kerkrade · Países Bajos | 1.ª           | 2019-20       | 10    | 1     | 0                | 0                | ―                     | ―                     | 10    | 1     |
| Roda JC Kerkrade · Países Bajos | Total club    | Total club    | 10    | 1     | 0                | 0                | 0                     | 0                     | 10    | 1     |
| Vitória de Guimarães B Portugal | 3.ª           | 2020-21       | 9     | 1     | ―                | ―                | ―                     | ―                     | 9     | 1     |
| Vitória de Guimarães B Portugal | Total club    | Total club    | 9     | 1     | 0                | 0                | 0                     | 0                     | 9     | 1     |
| Aarhus GF Dinamarca             | 1.ª           | 2021-22       | 30    | 1     | 1                | 0                | ―                     | ―                     | 31    | 1     |
| Aarhus GF Dinamarca             | 1.ª           | 2022-23       | 32    | 4     | 3                | 1                | ―                     | ―                     | 35    | 5     |
| Aarhus GF Dinamarca             | Total club    | Total club    | 62    | 5     | 4                | 1                | 0                     | 0                     | 66    | 6     |
| Inter de Milán · Italia         | 1.ª           | 2023-24       | 16    | 2     | 2                | 0                | 3                     | 0                     | 21    | 2     |
| Inter de Milán · Italia         | 1.ª           | 2024-25       | 27    | 3     | 6                | 0                | 13                    | 0                     | 46    | 3     |
| Inter de Milán · Italia         | Total club    | Total club    | 43    | 5     | 8                | 0                | 16                    | 0                     | 67    | 5     |
| Total carrera                   | Total carrera | Total carrera | 150   | 14    | 12               | 1                | 16                    | 0                     | 178   | 15    |

## Palmarés

### Títulos nacionales
| Título              | Club           | País   | Año  |
| ------------------- | -------------- | ------ | ---- |
| Supercopa de Italia | Inter de Milán | Italia | 2023 |
| Serie A             | Inter de Milán | Italia | 2024 |